# Vila dos Remédios
Vila dos Remédios – miasto we wschodniej Brazylii, w stanie Pernambuco, jedyna większa osada archipelagu Fernando de Noronha.
Położone 545 km od Recife oraz 360 km od miasta Natal w stanie Rio Grande do Norte. W przeszłości była to stolica Territorio Federal de Fernando de Noronha.
W Vila dos Remédios działają najważniejsze instytucje na całej wyspie takie jak szpital, szkoły czy komisariaty policji. Poza tym znajduje się w nim siedziba jedynej stacji telewizyjnej na wyspie TV Golfinho, która jest powiązana z Rede Globo.
Miasto jest połączone z resztą wyspy drogą BR-363, która prowadzi również do miejscowego lotniska.